# Савченко Євген Миколайович
Савченко Євген Миколайович (12 липня 1909 — 9 січня 1994, Київ) — український ентомолог, фахівець з систематики комарів-довгоногів. Автор близько 285 наукових праць, зокрема 4 монографій в серії «Фауна України» і ще 4 в серії «Фауна СССР». Описав понад 300 нових для науки видів комарів.

## Біографія
З дитинства цікавився ентомологією. Після закінчення школи у 1926 р. деякий час працював чорноробом на будівництві. У 1930 р. став волонтером Зоологічного музею Всеукраїнської академії наук. Після закінчення екстерном у 1935 р. біологічного факультету Київського університету (сучасний Київський національний університет імені Тараса Шевченка) отримав посаду асистента в Українському інституті цукрових буряків. Захистив дисертацію в 1937 р. і вже з 1938 р. розробляв хімічні методи захисту рослин. З 1942 по 1943 р. очолював Київський інститут захисту рослин. У 1944 р. діяльність Інституту цукрових буряків було поновлено, і Євген Миколайович повернувся на попередню роботу. З 1947 по 1961 р. працював в УкрНДІ соціалістичного землеробства (нині Інститут захисту рослин) старшим науковцем, потім — завідувачем відділу захисту рослин. Водночас із розробкою хімічних заходів боротьби із шкідниками сільськогосподарських культур вивчає комарів-довгоногів фауни Радянського Союзу та публікує ряд монографій.
З 1961 по 1988 р. Євген Миколайович працював на посаді старшого науковця Інституту зоології АН УРСР (нині Інститут зоології імені І. І. Шмальгаузена НАН України), цілковито присвятивши себе вивченню Tipuloidea (перш за все, родини Limoniidae). Брав участь в експедиціях у гори Кавказу, Середньої Азії та на Далекий Схід Росії. З родини Tipulidae Є. М. Савченко описав один рід, чотири підроди, 132 види й 28 підвидів, з родини Pediciidae — один рід, 22 види, 5 підвидів, з родини Limoniidae — два роди, 11 підродів, 178 видів, 20 підвидів. Хоч Євген Миколайович цікавився, у першу чергу, питаннями таксономії, у своїх монографіях він приділяв увагу екології, зоогеографії та філогенії, а також морфології личинок довгоногів.
Прохання Є. М. Савченка про підготовку аспіранта залишилися без відповіді, в результаті чого вивчення комарів-довгоногів в Україні не отримало свого продовження. Згідно із заповітом вченого, його прах було розвіяно в заплаві річки Ірпінь.

## Наукові праці
Євген Миколайович Савченко написав близько 285 праць. Деякі із них:
- Савченко Е. Н. 1930. Материалы к изучению проволочников и ложнопроволочников, населяющих почвы комбинатов Уманского района свеклосеяния. Сборник ССУ. (11(19)).
- Савченко Є. М. 1934. Нотатки про жуків-листорожців України. — Зб. праць зоол. муз. АН УРСР. Вип. 13: 87-96.
- Савченко Е. Н., Иванов С. П. и др. 1937. Руководство к обследованию вредной энтомофауны почвы. Сельскохозяйственное изд-во УССР.
- Савченко Є. М. 1938. Засоби хімічної боротьби з шкідниками і хворобами рослин. К.: Держсільгоспвидав УРСР.
- Савченко Є. М. 1938. Матеріали до Фауни УРСР. Пластинчостовусі жуки. — К.: Вид. АН УРСР: 208 с.
- Савченко Е. Н. 1952. Новый вид комара-долгоножки из Украинской ССР. — Энтомол. обозр. 32: 307–310.
- Савченко Е. Н. 1952. Новые виды комаров-долгоножек Кавказа и северного Ирана. — Труды Зоол. ин-та АН СССР. 12: 321–347.
- Савченко Е. Н. 1953. Три новых вида комаров-долгоножек из Советской Средней Азии. — Труды зоологического музея КГУ. (3): 101–109.
- Савченко Е. Н. 1954. Новые виды комаров-долгоножек из внеевропейских частей СССР. — Труды Зоол. ин-та АН СССР. 15: 182–198.
- Савченко Е. Н. 1954. Об отличительных признаках личинок наиболее распространенных видов комаров-долгоножек. — Зоол. журн. АН СССР. 23(3): 616–636 .
- Савченко Є. М. 1954. Два нові види комарів-довгоногів із степової смуги СРСР. — Збірник праць зоол. муз. АН УРСР. (26): 87-94.
- Савченко Е. Н. 1954. Новые виды комаров-долгоножек фауны СССР. -Труди зоол муз. КДУ ім. Т. Г. Шевченка. (4): 109–132.
- Савченко Е. Н. 1954. Новые виды комаров-долгоножек из Таджикской ССР. — Докл. АН Таджик. ССР. (12): 47-51.
- Савченко Е. Н. 1955. Два новых вида комаров-долгоножек с короткокрылыми самцами. — Энтомол. обозр. 34: 287–297.
- Савченко Е. Н. 1955. Обзор палеарктических видов комаров-долгоножек из группы Tipula aino Al. — Зоол. журн. 34(4): 822–836.
- Савченко Е. Н. 1961. Комары-долгоножки (сем. Tipulidae). Подсемейство Tipulinae: род Tipula L (часть 1). М.-Ленинград: Издательство АН СССР: 487 с.- (Фауна СССР. Насекомые двукрылые, т. 2, вып. 3).
- Савченко Є. М. 1964. Комарі-довгоноги (Diptera — Tipulidae), нові для фауни Далекого Сходу СРСР. — Праці Ін-ту зоології АН УРСР. 20: 180–192.
- Савченко Є. М. 1968. Новий вид комара-довгонога (Diptera, Tipulidae) з групи Tipula (Yamatotipula) caesia Schumm. — Доповіді АН УРСР, сер. Б (8): 766–768.
- Mannheims B., Savtschenko E. 1973. Ergebnisse der zoologischen Forschungen von Dr. Z.Kaszab in der Mongolei. 303. Tipulidae (Diptera). II. — Folia entomolog. Hung. (S.N.), Suppl. 26: 157–186.
- Mannheims B., Savtschenko E. 1973. Ergebnisse der zoologischen Forschungen von Dr. Z.Kaszab in der Mongolei. 304. Limoniidae (Diptera). — Annls hist.-nat. Mus. natn. hung., 65: 267–269.
- Savchenko E. N., Oosterbroek P., Stary J. 1992. Family Limoniidae. — Catalogue of Palaearctic Diptera. Volume 1. Trichoceridae-Nimphomyiidae. Budapest: Hungarian Natural History Museum: 183–369.